# Velika mošeja v Kufi
Velika mošeja v Kufi (arabsko مَسْجِد ٱلْكُوفَة ٱلْمُعَظَّم/ٱلْأَعْظَم, latinizirano: Masjid al-Muʿaẓẓam/al-ʾAʿaẓam) ali Masjid al-Kufa, stoji v mestu Kufa v Iraku in je ena najzgodnejših ohranjenih mošej na svetu. V mošeji, zgrajeni v 7. stoletju, je živel Ali ibn Abi Talib, 4. rašidunski kalif; in vsebuje svetišče Muslima ibn Akeela, njegovega spremljevalca Hanija ibn Urva in revolucionarja Al-Mukhtarja. Mošeja je bila v svoji zgodovini večkrat močno prezidana in obnovljena.

## Zgodovina
Prva glavna mošeja v mestu Kufa je bila zgrajena ob ustanovitvi mesta leta 638. Prvotna mošeja je imela kvadratno zasnovo in veliko vhodov ter je bila zgrajena ob guvernerjevi palači (Dar al-Imāra). Vsebovala je pokrito stebrišče in ponovno uporabljene stebre iz bližnje nekdanje lahmidske prestolnice al-Hira in nekdanjih cerkva. Guvernerjeva palača je verjetno služila kot stanovanjska stavba in upravno središče.
Ali ibn Abi Talib je bil umorjen v mošeji leta 661. Družinski člani prvih šiitskih imamov in njihovi zgodnji podporniki so bili pokopani znotraj mošeje, vključno z Muslimom ibn Aqilom in Hanijem ibn Urvo.
Leta 670 je guverner mesta Zijad ibn Abihi uredil, da so mošejo ponovno zgradili iz opeke in jo razširili v veliko bolj monumentalno obliko. Pripeljali so obrtnike iz drugih regij in uvažali materiale iz Ahvaza za stebre mošeje. Guvernerjeva palača ali Dar al-Imara, ki meji na južno stran mošeje, je bila prav tako obnovljena. Arhitekturna izkopavanja so pokazala, da je bila mošeja zgrajena na veliko starejših temeljih.
V Veliki mošeji v mestu Kufa je bil leta 749 formalno razglašen prvi abasidski kalif. Do 14. stoletja, ko je Ibn Batuta obiskal mesto, so od stare guvernerjeve palače ostali le še temelji. Mošeja je bila v svoji zgodovini deležna številnih drugih obnovitev. Zlata kupola, ki danes stoji nad grobnicami, kot tudi okraski iz ploščic v okolici so bili dodani v safavidskem obdobju v 17. in 18. stoletju.
Leta 1998 je vodja skupnosti Davoodi Bohra Mohamed Burhanudin začel z rekonstrukcijo in prenovo mošeje.(str.97, 106) Dela so bila zaključena v začetku leta 2010. Prenova je vključevala okraske z zlatom in srebrom, mihrab je bil narejen z zlatim zarijem, celotna notranjost pa je bila obdana z verzi iz Korana. Poleg tega je dvorišče prekrito z belim marmorjem iz Makrane v Indiji.
Današnja zunanja stena mošeje s polkrožnimi oporniki verjetno še izhaja iz zgodnjega obdobja zgodovine stavbe. Tudi nadstropje stavbe je bilo dvignjeno glede na prejšnji nivo.

## Arhitektura

### Mošeja
Površina stavbe meri približno 11.000 kvadratnih metrov. Zgodovinska mošeja ima štirikotno postavitev, ki meri 110 x 112 x 109 x 112 metrov. Ima polkrožne bastijone vzdolž zunanjega obzidja, tri okrogle (tričetrtinske) stolpe na svojih vogalih in je v preteklosti imela en minaret, glede na raziskave mesta v 20. stoletju. Današnja mošeja ima štiri minarete. Med štirimi stenami mošeje so bile ugotovljene majhne razlike. Južna stena, ki je bila obrnjena proti kibli, je v dolžino merila približno 110 m. Zadnja stena je obsegala 109 m, medtem ko sta preostali dve stranski steni merili po 116 m. To visoko visoko obzidje je bilo na zunanji strani okrepljeno s polkrožnimi stolpi.
Mošeja ima pet vrat: Vrata praga (Bāb al-Sudda), Vrata Kinda (Bāb Kinda), Vrata al-Anmat (Bāb al-Anmāṭ), Vrata Hani ibn Urwa in Kačja vrata ( Bāb al-Thu'bān) ali Slonova vrata (Bāb al-Fīl).
Struktura zgodovinske mošeje je podobna zasnovi palač v predislamski Perziji. Po opisu Ibn al-Athirja († 1233) je bil njen strop vzet iz perzijske palače in je bil podoben stropu bizantinske cerkve.

### Ostanki palače
Arheološka izkopavanja v 20. stoletju so razkrila prisotnost še večje štirikotne strukture, ki meri 168,20 x 169,98 metra, ki je bila nekoč pritrjena na južno stran mošeje. Ta struktura je bila identificirana kot palača Sa'd ibn Abī Vakāṣ, za katero zgodovinski viri pravijo, da je bila prvotno zgrajena istočasno kot prvotna mošeja po ustanovitvi mesta (ok. 638). Znano tudi kot Qaṣr al-Imāra ali Dar al-Imāra ('Guvernerjeva palača'), jo je obnovil Zijad ibn Abihi istočasno kot mošejo leta 670. Arheologi so identificirali tri glavne plasti gradnje na tem mestu, ki so bile pogosto rekonstrukcije v enakem slogu kot predhodna plast. Ostanki palače so še danes vidni, vendar niso na splošno dostopni in jih ogroža podzemna voda, ki pronica v mesto.
Palača je bila sestavljena iz zunanjega ograjenega zidu (pritrjenega na mošejo) in notranjega ograjenega prostora (ki je meril približno 110 krat 110 metrov. Tako kot mošeja so imele zunanje stene teh ograjenih prostorov pol- krožne bastijone in krožne vogalne stolpe, čeprav je najstarejša konstrukcijska plast na notranji ogradi vsebovala kvadratne stolpe, ki so bili nad prvimi temelji ponovno zgrajeni v zaobljeni obliki. Notranja ograja, do katere se je dostopalo skozi glavni vhod na severni strani, je bila napolnjena s prostori in strukturami, ki so bile spremenjene v več obdobjih. Njegove glavne značilnosti so vključevale osrednje kvadratno dvorišče, iz katerega je troločen vhod na vsaki strani vodil v druge prostore. Vhod na južni strani je vodil v štirikotno dvorano z ivansko ali bazilikalno razporeditvijo, razdeljeno s stebri na tri ladje. To je vodilo do velike kvadratne komore južneje, ki je bila verjetno pokrita s kupolo.

## Verski pomen
Velika mošeja v mestu Kufa je bila kraj, kjer je bil Ali ibn Abi Talib smrtno ranjen z mečem, prevlečenim s strupom, medtem ko je klanjal v molitvi. V mošeji so tudi grobnice Muslima ibn Aqila, Hanija ibn Urva in Al-Mukhtarja. V mošeji so oznake, ki označujejo lokacije, kjer je predsedoval Alijev dvor, kjer je delal čudeže in kjer sta Zajn al-Abidin in Dža'far al-Sadik opravljala namaz. Poleg tega islamska izročila navajajo, da je bilo to bivališče Nuha (Noeta) in da je bil to kraj, kjer je zgradil barko. Po šiitskem prepričanju je iz te mošeje Noetov diluvij začel potapljati zemljo, prav tako pa je to mesto, od koder se je voda ponovno absorbirala - prav tako označeno v mošeji. Dža'far al-Sadik je rekel, da je do dvanajst milj zemlje v vse smeri od mošeje blagoslovljeno z njeno svetostjo. Zapisano je bilo tudi, da je Dža'far al-Sadik pripomnil, da je »mošeja v Kufi boljša od jeruzalemske« in da bi bilo »opravljanje dveh molitev tukaj boljše zame kot deset drugih v kateri koli mošeji«. Obstajajo tudi šiitske tradicije, ki pravijo, da je opravljanje ene molitve v tej mošeji enako kot opravljanje tisoč molitev drugje in opravljanje ene obvezne molitve tukaj je enako opravljenemu sprejetemu hadžu. Tajništvo Mošeje Al-Kufa in njena svetišča opisujejo mošejo kot eno od edinih štirih dostojanstvenih mošej, v katere morajo muslimani potovati, in da je na tretjem mestu za Kabo in prerokovo mošejo. Nazadnje, po šiitskem mnenju po prepričanju bo iz te mošeje vladal svetu mesijanski dvanajsti imam, Hudžžat-Allah al-Mahdi, in služila bo kot sedež njegove moči na koncu časov.